# The Rolling Stones 2nd American Tour 1965
The Rolling Stones 2nd American Tour 1965 – osiemnasta w historii i ostatnia z jedenastu tras odbytych w 1965 roku przez grupę The Rolling Stones.

## The Rolling Stones
- Mick Jagger – wokal prowadzący, harmonijka
- Keith Richards – gitara, wokal wspierający
- Brian Jones – gitara, harmonijka, wokal wspierający
- Bill Wyman – gitara basowa, wokal wspierający
- Charlie Watts – perkusja, instrumenty perkusyjne

## Lista koncertów
| Data                    | Miasto      | Kraj              | Miejsce                                       |
| ----------------------- | ----------- | ----------------- | --------------------------------------------- |
| 29 października         | Montreal    | Kanada            | Montreal Forum                                |
| 30 października         | Ithaca      | Stany Zjednoczone | Barton Hall, Cornell University               |
| 30 października         | Syracuse    | Stany Zjednoczone | War Memorial Hall                             |
| 31 października         | Toronto     | Kanada            | Maple Leaf Gardens                            |
| 1 listopada             | Rochester   | Stany Zjednoczone | Rochester Community War Memorial              |
| 3 listopada             | Providence  | Stany Zjednoczone | Veterans Memorial Auditorium                  |
| 4 listopada 2 koncerty  | New Haven   | Stany Zjednoczone | New Haven Arena                               |
| 5 listopada             | Boston      | Stany Zjednoczone | Boston Garden                                 |
| 6 listopada             | Nowy Jork   | Stany Zjednoczone | Academy of Music                              |
| 6 listopada             | Filadelfia  | Stany Zjednoczone | Philadelphia Convention Hall and Civic Center |
| 7 listopada 2 koncerty  | Newark      | Stany Zjednoczone | Newark Symphony Hall                          |
| 10 listopada            | Raleigh     | Stany Zjednoczone | Reynolds Coliseum                             |
| 12 listopada            | Greensboro  | Stany Zjednoczone | Greensboro Coliseum Complex                   |
| 13 listopada            | Waszyngton  | Stany Zjednoczone | Washington Coliseum                           |
| 13 listopada            | Baltimore   | Stany Zjednoczone | Civic Center                                  |
| 14 listopada            | Knoxville   | Stany Zjednoczone | Knoxville Civic Auditorium and Coliseum       |
| 15 listopada            | Charlotte   | Stany Zjednoczone | Charlotte Coliseum                            |
| 16 listopada            | Nashville   | Stany Zjednoczone | Nashville Municipal Auditorium                |
| 17 listopada            | Memphis     | Stany Zjednoczone | Mid-South Coliseum                            |
| 20 listopada            | Shreveport  | Stany Zjednoczone | Hirsch Memorial Coliseum                      |
| 21 listopada            | Fort Worth  | Stany Zjednoczone | Will Rogers Memorial Center                   |
| 23 listopada            | Tulsa       | Stany Zjednoczone | Tulsa Convention Center                       |
| 24 listopada            | Pittsburgh  | Stany Zjednoczone | Civic Arena                                   |
| 25 listopada            | Milwaukee   | Stany Zjednoczone | Milwaukee Auditorium                          |
| 26 listopada            | Detroit     | Stany Zjednoczone | Cobo Hall                                     |
| 27 listopada            | Dayton      | Stany Zjednoczone | Hara Arena                                    |
| 27 listopada            | Cincinnati  | Stany Zjednoczone | Cincinnati Gardens                            |
| 28 listopada 2 koncerty | Chicago     | Stany Zjednoczone | Arie Crown Theater, McCormick Place           |
| 29 listopada            | Denver      | Stany Zjednoczone | Denver Coliseum                               |
| 30 listopada            | Phoenix     | Stany Zjednoczone | Arizona Veterans Memorial Coliseum            |
| 1 grudnia               | Vancouver   | Kanada            | PNE Agrodome                                  |
| 2 grudnia               | Seattle     | Stany Zjednoczone | Seattle Coliseum                              |
| 3 grudnia 2 koncerty    | Sacramento  | Stany Zjednoczone | Municipal Auditorium                          |
| 4 grudnia 2 koncerty    | San Jose    | Stany Zjednoczone | San Jose Civic Auditorium                     |
| 5 grudnia               | San Diego   | Stany Zjednoczone | Golden Hall                                   |
| 5 grudnia               | Los Angeles | Stany Zjednoczone | Los Angeles Memorial Sports Arena             |